# مقاطعة آدامز (ويسكونسن)
مقاطعة آدامز (بالإنجليزية: Adams County, Wisconsin)‏ هي إحدى مقاطعات ولاية ويسكونسن في الولايات المتحدة. تأسست سنة 1848، وتبلغ مساحتها 689 ميل مربع (1,780 كـم2)، بلغ عدد سكانها 20875 نسمة في عام 2010 حسب إحصاء مكتب تعداد الولايات المتحدة .

## أعلام
- ماريون إي. هاي

## وصلات خارجية
- الموقع الرسمي
- United States Counties